# خم (غدير)
خُم هو غدير قرب الجحفة بين مكة المكرمة والمدينة المنورة، وهو الموضع الذي أثنى فيه النبي محمد على علي بن أبي طالب في يوم 18 من ذي الحجة سنة 10 هـ، في طريق عودته بعد حجة الوداع في خطبة شهيرة قال فيها:«كأني قد دُعيت فأجبت، إني قد تركت فيكم الثقلين أحدهما أكبر من الآخر: كتاب الله تعالى، وعِتْرتي، فانظروا كيف تخلفوني فيهما، فإنهما لن يتفرقا حتى يَرِدا عليَّ الحوض». ثم قال: «إن الله عز وجل مولاي، وأنا مولى كل مؤمن». ثم أخذ بيد عليٍّ، فقال: «من كنت مولاه فهذا وليّه، اللهم والِ من والاه، وعادِ من عاداه.